# ژاک بنینی بوسوئه
ژاک بنینی بوسوئه (به فرانسوی: Jacques-Bénigne Bossuet) (زاده ۲۷ سپتامبر ۱۶۲۷ - درگذشته ۱۲ آوریل ۱۷۰۴) اسقف و الهی‌دان فرانسوی بود.

## زندگی‌نامه
بوسوئه در دیژون متولد شد. خانوادهٔ پدر و مادرش وکلای مرفه بورگونی بودند. آن‌ها حداقل برای یک قرن پست‌های حقوقی داشتند. وی پسر پنجم بنینی بوسوئه، قاضی پارلمان (یک دادگاه عالی استانی) در دیژون و مارگریت موشه بود. پدر و مادرش تصمیم گرفتند که برای فرزند پنجمشان در کلیسا شغلی دست و پا کنند؛ بنابراین او را به مدرسه ای کلاسیک در کالج دگودران که توسط انجمن یسوعی دیژون اداره می‌شد، فرستادند. هنگامی که پدرش در مس به قاضی پارلمان منصوب شد، بوسوئه تحت مراقبت عموی خود کلود بوسوئه، دانشمند مشهور در دیژون باقی ماند و به سخت کوشی در تحصیل ادامه داد.

## آثار
- بحث در تاریخ جهان
- سوگندها
- مرثیه‌ها
- خطابه شوم
- تاریخ اختلاف کلیساها